# Сретенка (Амурская область)
Сре́тенка — село в Серышевском районе Амурской области, Россия. Входит в Казанский сельсовет.

## История
Основано на левом берегу реки Зея в 1908 году под названием Полуостров, так как изгиб реки Зеи образует здесь подобие полуострова.
Переименовано в Сретенку в честь религиозного праздника — Сретения, отмечаемого в середине февраля, в канун которого было основано село.
Село Сретенка стоит на левом берегу реки Зея, в 8 км ниже административного центра Казанского сельсовета села Казанка.
Дорога к селу Сретенка идёт на запад от пос. Серышево (через Липовку и Казанку), расстояние до районного центра — 37 км.

## Население
| 2002 | 2010 | 2012 | 2013 | 2014 | 2015 | 2016 |
| ---- | ---- | ---- | ---- | ---- | ---- | ---- |
| 49   | ↗50  | ↘49  | ↘43  | ↘41  | →41  | ↘40  |
| 2017 | 2018 |      |      |      |      |      |
| ↘36  | ↗40  |      |      |      |      |      |